# Gudrun Stockmanns
Gudrun Stockmanns (* 2. April 1965 in Hüls) ist eine deutsche Informatikerin und ehemalige Hochschulpräsidentin.

## Leben
Stockmanns studierte bis 1992 an der RWTH Aachen Informatik mit dem Nebenfach Medizin (Medizinische Informatik). Anschließend war sie bis 2004 wissenschaftliche Assistentin an der Universität Duisburg-Essen und wurde 1999 im Fachbereich Maschinenbau mit Auszeichnung zum Dr.-Ing. promoviert. In den Folgejahren war sie als Projektkoordinatorin bei der B. Braun Melsungen AG tätig, ehe sie nach erneutem Einsatz an der Universität Duisburg-Essen Gruppenleiterin im Bereich Home und Health Care am Fraunhofer-Institut für Mikroelektronische Schaltungen und Systeme wurde. Bis zu ihrem Antritt als Präsidentin der Hochschule Ruhr West im Jahr 2015 war sie Professorin für Praktische Informatik an der Hochschule Niederrhein im Fachbereich Elektrotechnik und Informatik, wohin sie im Herbst 2018 zurückkehrte.

## Mitgliedschaften
Stockmanns ist Vorstandsmitglied der Deutschen Gesellschaft für Biomedizinische Technik (DGBMT), einer Fachgesellschaft im Verband der Elektrotechnik, Elektronik und Informationstechnik, und war Leiterin sowie Gründungsmitglied des interdisziplinären Kompetenzzentrums für Forschung für intelligente Assistenzsysteme und -technologien (FAST) in Kooperation mit dem Fachbereich Wirtschaftswissenschaften an der Hochschule Niederrhein.